# Ražanac
Ražanac (italsky Rasanze) je vesnice, opčina a přímořské letovisko v Chorvatsku v Zadarské župě. Nachází se asi 17 km severovýchodně od Zadaru. V roce 2011 žilo v Ražanaci 943 obyvatel, v celé opčině pak 2 940 obyvatel.
Opčina zahrnuje včetně Ražanace 6 samostatných vesnic, z nichž 3 (Ljubač, Rtina a samotný Ražanac) jsou přímořská letoviska:
- Jovići – 344 obyvatel
- Krneza – 177 obyvatel
- Ljubač – 475 obyvatel
- Radovin – 549 obyvatel
- Ražanac – 943 obyvatel
- Rtina – 452 obyvatel